# Masakra w Sasebo
Masakra w Sasebo (jap. 佐世保小6女児同級生殺害事件; Sasebo shōroku joji dōkyūsei satsugai jiken; pl. dosł. Sprawa morderstwa koleżanki z klasy w szkole podstawowej w Sasebo) znane również jako Cięcie w Sasebo jak i morderstwo Nevada-tan – było zabójstwem 12-letniej japońskiej uczennicy, Satomi Mitarai (御手洗 怜美, Mitarai Satomi), przez 11-letnią koleżankę z klasy, Natsumi Tsuji (なつみ つじ, Tsuji Natsumi) określaną jako „Dziewczyna A”. Do morderstwa doszło 1 czerwca 2004 roku w szkole podstawowej w mieście Sasebo w prefekturze Nagasaki. Morderczyni podcięła ofierze gardło i nadgarstki nożem introligatorskim.
Reakcją na incydent były memy internetowe i dyskusja na temat obniżenia wieku odpowiedzialności karnej w Japonii. Nazwisko zabójcy nie zostało ujawnione prasie (ale przypadkowo wyszło na jaw), zgodnie z japońskimi procedurami prawnymi zabraniającymi identyfikacji młodocianych przestępców; „Dziewczyna A” jest powszechnym zwrotem używanym w Japonii w stosunku do nieletnich dziewcząt zamieszanych w sprawy karne. Biuro Prawne Okręgu Nagasaki przestrzegło internautów przed ujawnianiem jej zdjęć. Jednak imię dziewczyny zostało przypadkowo ujawnione w programie stacji Fuji TV, a członkowie japońskiej społeczności internetowej 2channel upublicznili jej tożsamość 18 czerwca 2004 roku na podstawie analizy zdjęcia emitowanego w telewizji.

## Przebieg
1 czerwca 2004 roku ok. godz. 12:30 11-letnia uczennica, Natsumi Tsuji, określona później jako „Dziewczyna A”, zamordowała Satomi Mitarai swoją 12-letnią koleżankę z klasy w Szkole Podstawowej Okubo w Sasebo, prefektura Nagasaki. „Dziewczyna A” przekonując ofiarę, że chce jej pokazać nową zabawę, zwabiła ją do pustej sali w czasie przerwy obiadowej, gdzie podcięła jej gardło i nadgarstki nożem introligatorskim. Następnie wróciła do swojej klasy z ubraniem pokrytym krwią. Nauczycielka dziewcząt, która zauważyła zniknięcie obu dziewczynek, natknęła się na ciało jednej z nich, zaraz po tym wezwała policję.
Po zatrzymaniu „Dziewczyna A” miała przyznać się do przestępstwa, mówiąc policjantom „zrobiłam coś złego, prawda?” i „przepraszam, przepraszam”. Noc spędziła na komisariacie, początkowo nie wspominając o żadnym motywie zabójstwa. Niedługo potem wyznała policji, że pokłóciła się z Mitarai o to, co wypisywała o niej w internecie. „Dziewczyna A” twierdziła, że Mitarai oczerniała ją, pisząc obraźliwe komentarze, wyśmiewające jej wagę.
15 września 2004 japoński sąd rodzinny orzekł o umieszczeniu „Dziewczyny A” w zakładzie poprawczym, odkładając na bok jej młody wiek ze względu na powagę przestępstwa. Po wyroku została umieszczona w zakładzie poprawczym w prefekturze Tochigi.
We wrześniu 2006 roku po przeprowadzeniu na dziewczynce oceny psychologicznej wyrok został przedłużony o kolejne dwa lata.
29 maja 2008 władze lokalne poinformowały, że nie będą się ubiegać o dodatkowy wyrok, lecz przez kolejne pięć lat odbywała areszt domowy.
W 2013 roku w wieku 20 lat odzyskała pełną wolność.
Ze względu na problemy ze zdolnością komunikacji i obsesyjne zainteresowania, u „Dziewczyny A” zdiagnozowano po zabójstwie zespół Aspergera.

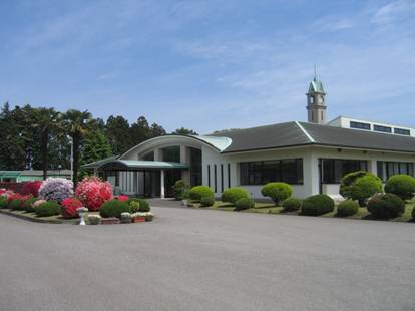
Zakład poprawczy w prefekturze Tochigi, w którym przebywała „Dziewczyna A”.

## Reakcja
Zabójstwo wywołało w Japonii debatę, czy wiek odpowiedzialności karnej, obniżony z 16 do 14 lat w 2000 roku w związku z morderstwami dzieci w Kobe w 1997 roku, należy ponownie obniżyć. „Dziewczyna A” przed incydentem była uważana za normalne i dobrze przystosowane dziecko, co jeszcze bardziej zaniepokoiło opinię publiczną.
Członkowie japońskiego parlamentu, tacy jak Kiichi Inoue i Sadakazu Tanigaki, zostali skrytykowani za komentarze po zabójstwie. Inoue został skrytykowany za określenie „Dziewczyny A” jako „genki” (energiczna, żywiołowa), słowo o pozytywnych skojarzeniach. Tanigaki był krytykowany za odniesienie się do metody zabójstwa, podcięcia gardła, jako „męskiego” czynu.
„Dziewczyna A” stała się tematem internetowych memów w japońskich społecznościach internetowych, takich jak 2channel. Została nazwana Nevada-tan, ponieważ zdjęcie klasowe przedstawiało dziewczynę, którą uważano za nią, noszącą bluzę Uniwersytetu Nevady w Reno, przy czym „tan” jest dziecinną wymową japońskiego przyrostka „chan”, powszechnie używanego w odniesieniu do dzieci, młodych chłopców i dziewcząt.
Akio Mori przytoczył ten przypadek na poparcie swojej kontrowersyjnej teorii „Gēmu nō”, która została skrytykowana jako nic innego jak przesąd. „Dziewczyna A” była podobno fanką flashowej animacji o tematyce śmierci „Klątwa Czerwonego Pokoju”, co było twierdzeniem używanym na poparcie teorii. Wiadomo było również, że czytała kontrowersyjną powieść „Battle Royale” i widziała jej filmową adaptację, która skupia się na młodych studentach walczących na śmierć i życie.
18 marca 2005 roku na zakończenie szkoły podstawowej Okubo uczniowie otrzymali album z pustą stroną upamiętniającą śmierć Mitarai, na której mogli umieścić zdjęcia Mitarai, „Dziewczyny A” lub zdjęcia klasowe zawierające obie dziewczynki. Mitarai otrzymała pośmiertnie świadectwo ukończenia szkoły, które w jej imieniu odebrał ojciec. „Dziewczyna A” otrzymała również certyfikat, ponieważ jest on wymagany w Japonii, aby rozpocząć naukę w gimnazjum, a szkoła wierzyła, że pomoże jej to w „reintegracji ze społeczeństwem”.